# The Small Town Girl
The Small Town Girl è un film muto del 1917 diretto da John G. Adolfi.

## Produzione
Il film fu prodotto dalla Fox Film Corporation.

## Distribuzione
Distribuito dalla Fox Film Corporation, il film uscì nelle sale cinematografiche USA il 30 aprile 1917.